# Max Hastings
Sir Max Hastings (ur. 28 grudnia 1945 w Lambeth) – brytyjski dziennikarz, historyk i pisarz.

## Życiorys
Absolwent Uniwersytetu Oksfordzkiego, członek Royal Society of Literature. Jeden z najwybitniejszych brytyjskich dziennikarzy i historyków. Działał w ponad 60 państwach. Relacjonował jako zagraniczny korespondent dla BBC i „Evening Standard” 11 wojen. Opublikował ponad 30 książek, głównie traktujących o konfliktach zbrojnych w XX wieku. Publikuje we wszystkich największych brytyjskich gazetach.
Wielokrotnie był nagradzany za teksty historyczne. W 2002 otrzymał tytuł szlachecki.

## Książki przełożone na język polski[2]
- 2017: Tajna wojna 1939-1945. Szpiedzy, szyfry i partyzanci
- 2018: I rozpętało się piekło. Świat na wojnie 1939-1945
- 2021: Wietnam. Epicka tragedia 1945-1975
- 2024: Wojna koreańska. Wielki konflikt 1950-1953